# Antonio Molina Canet
Antonio Molina Canet (4 de enero de 1991) es un ciclista español.
Debutó como profesional en el año 2014 con el equipo Caja Rural-Seguros RGA. A finales de la temporada 2019 se retiró del ciclismo profesional tras seis temporadas como profesional y con 28 años de edad debido a que no se recuperaba de los problemas que padecía en la arteria ilíaca y le impedían competir.

## Palmarés
2013 (como amateur)
- Vuelta a Navarra, más 1 etapa

## Resultados en Grandes Vueltas
| Carrera | Carrera         | 2014 | 2015 | 2016 | 2017 | 2018  | 2019 |
| ------- | --------------- | ---- | ---- | ---- | ---- | ----- | ---- |
|         | Giro de Italia  | —    | —    | —    | —    | —     | —    |
|         | Tour de Francia | —    | —    | —    | —    | —     | —    |
|         | Vuelta a España | —    | —    | —    | —    | 120.º | —    |

—: no participa 

Ab.: abandono

## Equipos
- Caja Rural-Seguros RGA (2014-2019)